# Компютърна кутия
Kомпютърната кутия е основна част на компютъра. Кутиите за различните видове компютри се различават по дизайн и предназначение. Съществуват сървърни кутии, кутии за персонални компютри (които се делят на вертикални и хоризонтални кутии), кутии за промишлени компютри и кутии-уникати. Правилният избор на кутия е от съществено значение за въздушния поток, шумоизолацията, както и за задържането на прах.

## Персонален компютър
В кутията на персоналния компютър са поместени дънната платка, твърдият диск, контролерите, захранването, входно-изходните четящи устройства и голямо количество кабели, свързващи отделните компоненти. Огромно значение за съвременните компютри и процесора има температурата в кутията. За поддържането на температура в нормални граници е важно кутията да е добре затворена и с достатъчен брой вентилатори – нагнетяващи и извеждащи необходимия дебит въздух.

### Размери
Размерът и формата на компютърната кутия обикновено се определят в зависимост от дънната платка, тъй като тя е най-големият компонент в повечето компютри. Вертикалните компютърни кутии обикновено се произвеждат като mini-tower, mid-tower, и big-tower/full-tower. Кутиите full-tower обикновено са 22 инча или повече по височина и са предназначени да стоят на пода. Midtower кутиите са по-малки, около 18 инча по височина, а кутията minitower е обикновено 14 до 16 инча.

### Въздушен поток
Една от важните характеристики на компютърната кутия е въздушният поток, охлаждащ всички компютърни компоненти. Доброто охлаждане удължава техния експлоатационен период. За да се постигне е желателно да се поставят няколко вентилатора, някои от които вкарват хладен въздух, а останалите изкарват топлия въздух навън.
Съществуват три основни модела на охлаждащ въздушен поток:
- изравнен въздушен поток – количеството всмукан въздух е равно на количеството изпуснат въздух.
- положително налягане, получава се когато налягането на входящия въздушен поток надвиши изходящия.
- отрицателно налягане – когато налягането на изпуснатия въздушен поток превишава налягането на входящия.